# Grand River South East (Fluss)
Der Grand River South East ist der längste Fluss in Mauritius mit einer Länge von 34 km.

## Verlauf
Die Quellen des Flusses liegen in Zentralmauritius. Das Wasser des 17,2 km² umfassenden Einzugsgebietes sammelt sich im Midlands Dam, einem Stausee▼. Weiter stromabwärts befindet sich ein weiterer Stausee, das Diamamouve Reservoir▼.
Von besonderem Interesse sind die Grand River South East-Wasserfälle an der Mündung des Flusses.▼ Der Fluss ergießt sich hier am Ende eines kleinen Meeresarmes direkt in den Indischen Ozean. Der Wasserfall ist täglich Ziel hunderter Boote (überwiegend von der nahegelegenen Île aux Cerfs), auf denen die Touristen den Wasserfall von der Seeseite betrachten.
An der Flussmündung liegt eine die dem Fluss benannte Ortschaft Grand River South East.

## Hydrometrie
Die Durchflussmenge des Grand River South East wurde an der hydrologischen Station Beau Champ etwa 3 km vor der Mündung, über die Jahre 1976 bis 1979 gemittelt, gemessen (in m³/s).
- Diagrammdaten:
- Definition |
- Rohdaten |
- Hilfe